# 1413年
| 千纪： | 2千纪 |
| 世纪： | 14世纪 \| 15世纪 \| 16世纪                                                                                 |
| 年代： | 1380年代 \| 1390年代 \| 1400年代 \| 1410年代 \| 1420年代 \| 1430年代 \| 1440年代                           |
| 年份： | 1408年 \| 1409年 \| 1410年 \| 1411年 \| 1412年 \| 1413年 \| 1414年 \| 1415年 \| 1416年 \| 1417年 \| 1418年 |
| 纪年： | 癸巳年（蛇年）；明永乐十一年；越南重光五年；日本應永二十年                                                 |

## 大事记
- 正月辛丑，豐城侯李彬出鎮甘肅，召宋琥還。
- 二月辛亥，始置貴州布政司，設承宣布政使職位，正式建制為省，以貴州為省名。
- 七月戊寅，册封鞑靼部首领阿鲁台為和寧王。
- 八月甲子，北京地震。
- 十一月壬午，瓦剌馬哈木兵渡飲馬河，阿魯臺告警，明朝令邊疆將士加強守備。
- 十二月壬子，張輔、沐晟等部於愛子江擊敗交阯叛亂。
- 明成祖派亦失哈视察库页岛，宣示了明朝对此地的主权。
- 阿瓦王朝王儲明耶覺蘇瓦（彌利憍苴）領導的軍隊擊敗了登尼及其中國盟友。
- 穆罕默德一世繼位為鄂圖曼土耳其蘇丹，結束了爭位戰爭，標誌著大空位期（1402年至1413年）的結束。

## 逝世
- 3月20日——亨利四世，英格蘭國王。（1367年出生）